# Lestiac-sur-Garonne
Lestiac-sur-Garonne är en kommun i departementet Gironde i regionen Nouvelle-Aquitaine i sydvästra Frankrike. Kommunen ligger i kantonen Cadillac som tillhör arrondissementet Langon. År 2022 hade Lestiac-sur-Garonne 590 invånare.

## Befolkningsutveckling
Antalet invånare i kommunen Lestiac-sur-Garonne
Referens:INSEE